# David Prentice (Musiker)
David Prentice (* 1947 in Sault Ste Marie, Ontario) ist ein kanadischer Jazzmusiker (Geige, Viola, Komposition) und Instrumentenbauer.

## Leben und Wirken
Prentice spielte ab den späten 1970er-Jahren in Toronto mit Bill Smith, ab den 1990er-Jahren u. a. im Joe McPhee Quartet sowie mit der Glenn Spearman/John Heward Group und 2005 im Joe Giardullo Open Ensemble. 1993 entstand sein Debüt-Soloalbum Solos, Violin & Viola 1993 (NXNW); 1996  nahm er in New York City mit Joe McPhee das Duoalbum Inside Out (CIMP) auf. Im Trio mit dem Altsaxophonisten John Oswald und dem Bassisten Dominic Duval spielte er 2000 das Album Bloor (CIMP) ein. Im Bereich des Jazz war er zwischen 1979 und 2005 an 15 Aufnahmesessions beteiligt, u. a. auch mit Wadada Leo Smith (Rastafari, 1983). Ab 1980 betätigte er sich als Instrumentenbauer; sein Mentor war der Lautenspieler Joseph Curtin.

## Diskographische Hinweise
- Bill Smith Ensemble, David Lee, David Prentice: The Subtle Deceit of the Quick Gloved Hand (Sackville Recordings, 1981)
- Joe McPhee with the Bill Smith Ensemble: Visitation (Sackville, 1983)
- Joe McPhee: Legend Street One (CIMP, 1996), mit Frank Lowe, Charles Moffett
- The Glenn Spearman/John Heward Group: Spirit Room Series Vol. 43 (CIMP, 1997)
- Joe McPhee – Mark Whitecage – Paul Smoker – David Prentice – Peter Kowald – Dominic Duval – Jay Rosen: CIMPhonia 1998 Part 1/2 (CIMP, 1998)
- Dominic Duval Duval/Peggy Lee/David Prentice: New Communities of Sound (Intrepid Ear, 1999)